# Air Density B
L'Air Density B (AD-B), a volte citato anche come Explorer 24 o S-56C, è stato un satellite NASA, lanciato il 21 novembre 1964 dalla base aerea Vandenberg e non più operativo dall'ottobre del 1968, data del suo rientro in atmosfera. L'AD-B faceva parte del Programma Air Density, un progetto facente parte del più vasto Programma Explorer, di cui rappresentava il terzo satellite, e fu messo in orbita con lo scopo di effettuare studi atmosferici.

## Obbiettivi
Nel dettaglio, lo scopo principale della missione dell'Air Density B era quello di studiare le variazioni della densità dell'alta atmosfera nell'arco delle stagioni come funzione di densità e spazio attraverso osservazioni sequenziali, da terra, della posizione del satellite lungo la sua orbita. Le variazioni studiate erano sia quelle regolari e sistematiche, dovute alla diversa latitudine, longitudine e all'ora del giorno, sia quelle non sistematiche, dovute a variazioni nell'attività solare.

## Struttura
Così come il suo predecessore, l'Air Density A, la cui missione era di fatto risultata un fallimento, anche l'Air Density B era una sfera di 3,6 metri di diametro gonfiata con azoto e costituita da fogli di alluminio alternati con fogli di Mylar, sulla superficie esterna della quale erano uniformemente distribuite delle circonferenze di 5,1 cm di diametro, verniciate di bianco, necessarie per il controllo termico.

La sfera era divisa al suo equatore da una striscia di Mylar la quale fungeva da antenna.
Un radiofaro da 15 mW a 136 MHz utilizzava tale antenna per trasmettere un segnale utile a tracciare la rotta del satellite.

## Lancio e operatività
L'Air Density B fu lanciato il 21 novembre 1964 dalla base aerea Vandenberg grazie a un razzo vettore Scout X4. La sonda era contenuta, sgonfiata, in un cilindro di 21,6 cm di diametro e di 48,3 cm di lunghezza. Una volta raggiunto l'orbita desiderata, il satellite venne espulso dal suo alloggiamento tramite delle piccole cariche esplosive e contemporaneamente gonfiato.
L'AD-B rimase in orbita 1.426 giorni, fino al 18 ottobre 1968, quando effettuò il suo rientro atmosferico distruggendosi.

## Risultati
L'Air Density B aiutò a determinare la variazione della densità dell'alta atmosfera terrestre tra il giorno e la notte e diede inizio agli studi su venti presenti nell'esosfera, ad altezza comprese tra i 450 e i 620 km.